# 积分第二中值定理
积分第二中值定理是与积分第一中值定理相互独立的一个定理，属于积分中值定理。它可以用来证明Dirichlet-Abel反常Riemann积分判别法。

#### 内容
若{\displaystyle f}, {\displaystyle g}在{\displaystyle [a,b]}上黎曼可积且{\displaystyle f(x)}在{\displaystyle [a,b]}上单调，则存在{\displaystyle [a,b]}上的点{\displaystyle \xi }使
{\displaystyle \int _{a}^{b}{f(x)g(x)\mathrm {d} x=}f(a)\int _{a}^{\xi }{g(x)\mathrm {d} x+}f(b)\int _{\xi }^{b}{g(x)\mathrm {d} x}}；

#### 退化态的几何意义

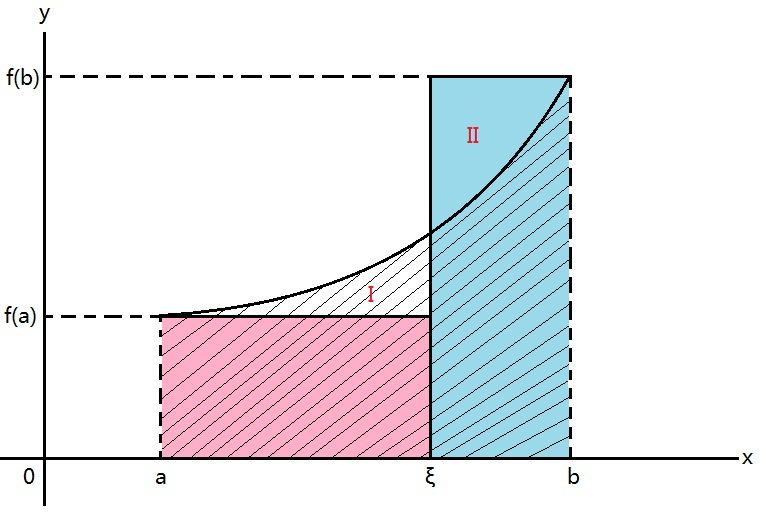
第二积分中值定理退化形式的几何意义

令{\displaystyle g(x)=1}，则原公式可化为：
{\displaystyle \int _{a}^{b}{f(x)dx}=f(a)(\xi -a)+f(b)(b-\xi )}；
进而导出：
{\displaystyle \int _{a}^{\xi }{f(x)dx}-f(a)(\xi -a)=f(b)(b-\xi )-\int _{\xi }^{b}{f(x)dx}}；
此时易得其几何意义为：
能找到{\displaystyle \xi \in [a,b]}，使得S[红]+S[蓝]=S[阴影]，即S[I]=S[II]

## 另请参见
中值定理